# Football Club Legnago Salus
El Football Club Legnago Salus es un club de fútbol de Italia, con sede en Legnago, en el Véneto. Fue fundado en 1921 y refundado en 1926. Compite en la Serie D, cuarta categoría del fútbol italiano.

## Historia
Fue fundado en 1921, recibiendo diversos nombre a lo largo de su historia. En 1927 recibió el nombre de Associazione Calcio Valerio Valery en homenaje a Valerio Valeri, jerarca fascista que comandó la Brigada Negra de Verona. Al término de la guerra el jerarca fue juzgado y condenado a muerte por fusilamiento, tiempo en el que el club tomó el nombre de AC Legnago.
Durante la temporada 2019-20 de la Serie D alcanzó el segundo puesto por detrás de Campodarsego, cuadro que finalmente renunció a su inscripción a la Serie C. De esta forma ocupó su puesto en la tercera división.

## Palmarés

### Torneos interregionales
- Serie C (1): 1945-46 (Grupo C)
- Serie D (1): 2022-23 (Grupo C)

### Torneos regionales
- Eccellenza Veneto (1): 2009-10 (Grupo A)
- Promozione Veneto (1): 1970-71 (Grupo A)
- Prima Categoria Veneto (1): 1963-64 (Grupo B)
- Prima Divisione Veneto (1): 1958-59 (Grupo A)
- Seconda Divisione Veneto (1): 1934-35 (Grupo B)
- Terza Divisione Veneto (1): 1929-30 (Grupo B)
- Copa Italia de Aficionados Veneto (2): 1991-92, 2007-08